# Savarso da Armênia
Savarso (em armênio: Շաւարշ; romaniz.: Šawarš; em latim: Savarsus) foi um bispo armênio do gavar de Artaz entre 149 e 169, em sucessão de Saíno. É descrito como "Bispo da Albânia, que governou o rebanho de Artaz por cerca de 20 anos". Nada mais se sabe sobre a vida e atividades de Savarso.

## Nome
Savarso (Savarsus) é a forma latina do armênio Xavarxe (Շաւարշ, Šawarš), que derivou do avéstico Siauarxã (Siiāuuaršan-; lit. "que possui garanhões pretos") através do persa médio Siavaxe (⁠Siyāwaxš) e parta (Siyāwaš⁠). Foi registrado em corásmio como Xevexe (Šʾwš), em elamita como Xiamarxa (𒅆𒅀𒈥𒃻, ši-ia-mar-šá), em árabe como Xiavaxe (سِيَاوَش, Siyāwaš) e em grego como Sábaris (Σάβαρις), Seoses (Σεόσης, Seósēs) e Siauasc(is) (Σιαύασκ(ις), Siaúask(is)).